# Каламбака
Каламба́ка, Калаба́ка (греч. Καλαμπάκα) — малый город в Греции. Расположен на западной окраине Фессалийской равнины, на высоте 242 метра над уровнем моря, на левом берегу реки Пиньоса, в 264 километрах к северо-западу от Афин, в 68 километрах к западу от Ларисы и в 21 километрах к северо-западу от Трикалы. Административный центр одноимённой общины (дима) в периферийной единице Трикала в периферии Фессалия. Население 8330 жителей по переписи 2011 года.
Через город проходит национальная дорога 6, часть европейского маршрута E92. В городе находится железнодорожная станция «Каламбака» на линии Палеофарсалос — Каламбака.

## История
Близ Каламбаки находился древний город Эгиний (Αιγίνιον), упоминаемый Страбоном и Ливием. В 167 году до н. э. город был разрушен римскими завоевателями, но продолжил своё существование вплоть до XI века. В это время он получил новое название — Стаги (Σταγοί, букв. «капли») и стал центром одноимённой епархии (ныне Стагонская и Метеорская митрополия Элладской православной церкви). Современное имя город получил во время турецкого владычества, когда Каламбака стала важным торговым центром. 1—10 мая 1854 года в этих местах вспыхнуло греческое восстание и город был захвачен греками под предводительством генерала Христодулоса Хадзипетроса. Окончательно город был освобождён от турок 27 августа 1881 года.
В Каламбаке находится довольно значительный памятник — кафедральный собор епархии Стаги, посвященный Успению Богоматери, построенный в X—XI веках.
Сразу за Каламбакой, в двух — трёх километрах к северу возвышаются скалы, на вершинах которых расположены православные монастыри Метеоры.

## Сообщество Каламбака
В общинное сообщество Каламбака входят три населённых пункта. Население 8619 жителей по переписи 2011 года. Площадь 47,993 квадратного километра.
| Населённый пункт | Население (2011), человек |
| ---------------- | ------------------------- |
| Айия-Параскеви   | 114                       |
| Витумас          | 175                       |
| Каламбака        | 8330                      |

## Население
| Год  | Население, человек |
| ---- | ------------------ |
| 1991 | 5975               |
| 2001 | 7235               |
| 2011 | ↗ 8330             |